# Acanthocinus obsoletus
Acanthocinus obsoletus är en skalbaggsart som först beskrevs av Olivier 1795.  Acanthocinus obsoletus ingår i släktet Acanthocinus och familjen långhorningar.
Artens utbredningsområde är Bahamas. Inga underarter finns listade i Catalogue of Life.

## Bildgalleri

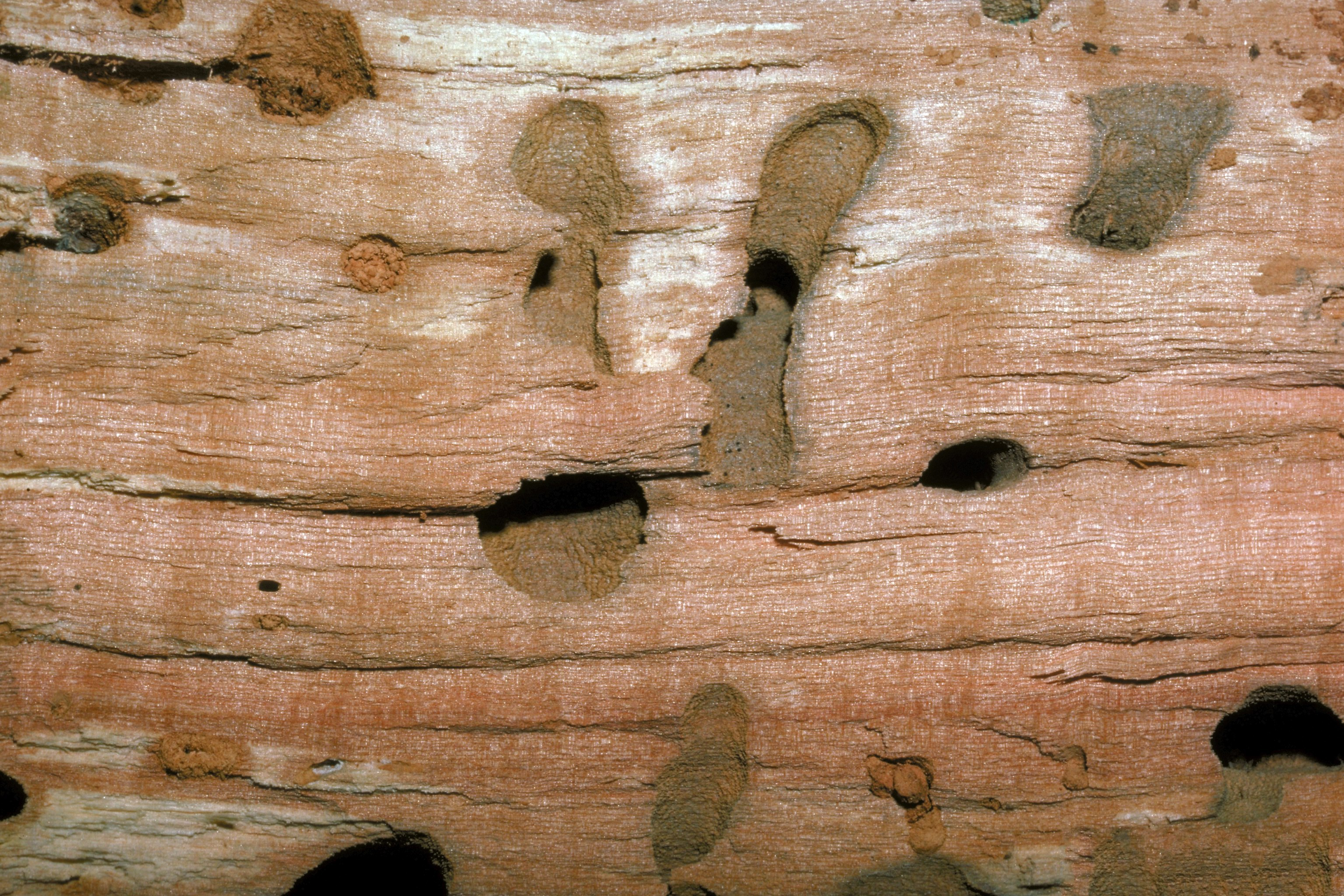
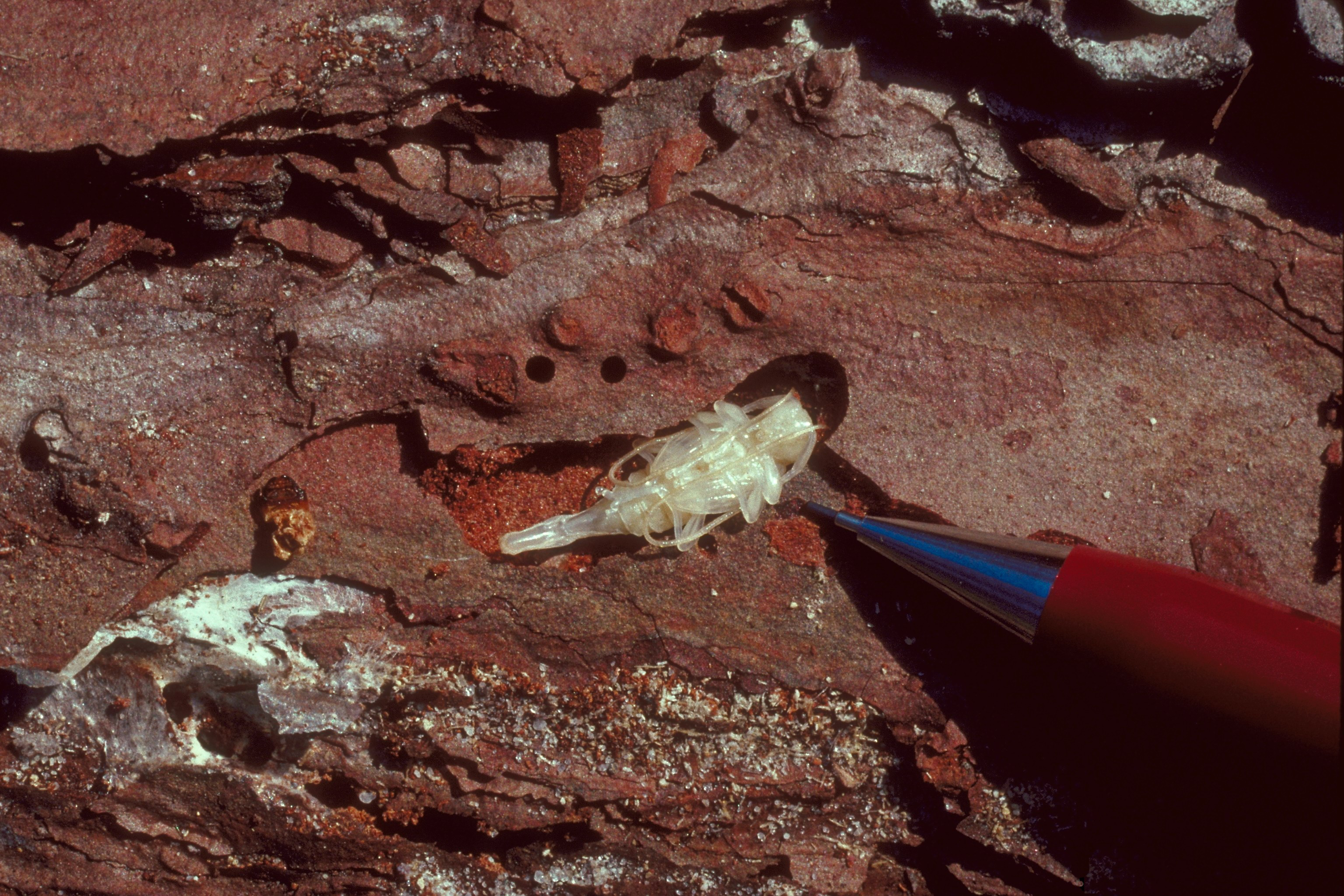